# Дни флага в Финляндии
Дни флага в Финляндии — дни в году, когда национальный флаг Финляндии вывешивается над общественными зданиями по закону, либо по традиции.

## Список дней
В Финляндии нет единого дня флага, поэтому флаг, согласно закону, вывешивается над общественными зданиями в следующие дни:
- 28 февраля, День Калевалы (День финской культуры).
- 1 мая, Вальпургиева ночь, Первое мая.
- Второе воскресенье мая, День матери.
- 4 июня, день рождения Карла Маннергейма, бывшего президента Финляндии, маршала Финляндии; также празднуется как День флага Финской армии.
- В субботу между 20 и 26 июня празднуется Юханнус (Праздник летнего солнцестояния), также празднуется как День финского Флага. Флаг поднят в канун Дня разгара лета в 18:00 и вывешен до 21:00 следующего дня.
- 6 декабря, День независимости
- В дни выборов

Дни, в которые вывешивание финского флага является обычаем:
- 5 февраля, день рождения поэта Йохана Людвига Рунеберга.
- 19 марта, День равноправия (с 2007 г.).
- 9 апреля, празднуется как День финского языка, а также как день смерти Микаэля Агриколы, создателя письменного финского и день рождения Элиаса Лённрота, собирателя финского фольклора.
- 20 апреля, День эвакуированных.
- 27 апреля, Национальный день ветеранов.
- 9 мая, День Европы.
- 12 мая, день рождения государственного деятеля Йохана Вильгельма Снелльмана.
- Третье воскресенье мая, день памяти жертв войн.
- 6 июля, день рождения поэта Эйно Лейно.
- 10 октября, день рождения писателя Алексиса Киви; также празднуется как День финской литературы.
- 24 октября, День ООН.
- 6 ноября, День шведской культуры.
- Второе воскресенье ноября, День отца.
- 8 декабря, День финской музыки